# Сцепление (автомобиль)
Сцепле́ние — элемент трансмиссии автомобиля, передающий крутящий момент двигателя и позволяющий кратковременно отсоединить двигатель от всех остальных элементов трансмиссии и вновь их плавно соединить (сцепить).
Обычно термин «сцепление» относится к компоненту трансмиссии транспортного средства, предназначенному для подключения или отключения соединения двигателя внутреннего сгорания с коробкой передач. Изобретение сцепления приписывают Карлу Бенцу.
Сцепление служит для временного разобщения коленчатого вала двигателя с силовой передачей автомобиля, что необходимо при переключении шестерён в коробке передач и при торможении автомобиля вплоть до полной его остановки. Кроме того, сцепление даёт возможность плавно (без рывков) трогаться с места.
На тракторах и на бронетехнике используется эквивалентный термин фрикцион.

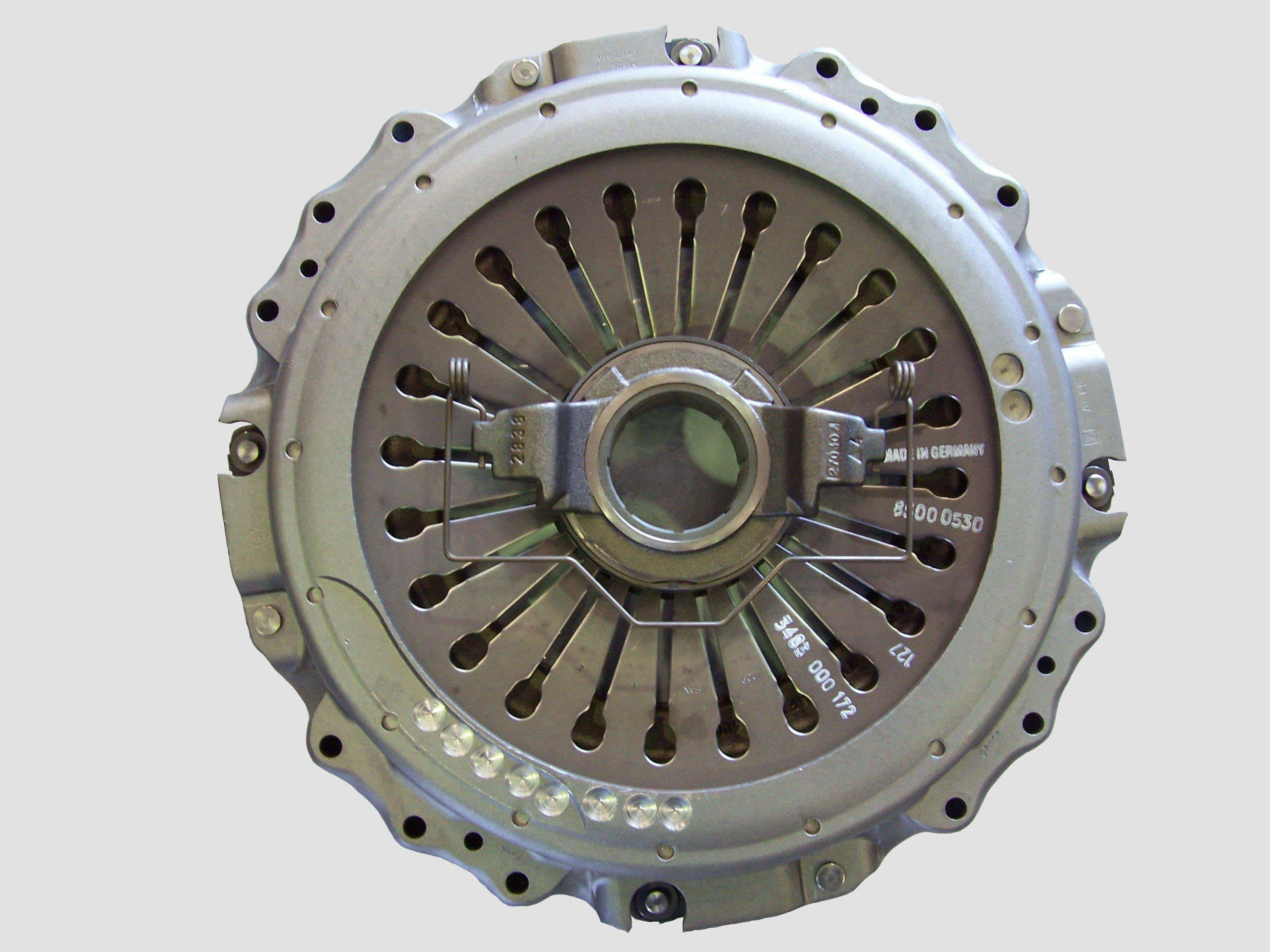
Сцепление с диафрагменной пружиной в сборе

## Общие сведения

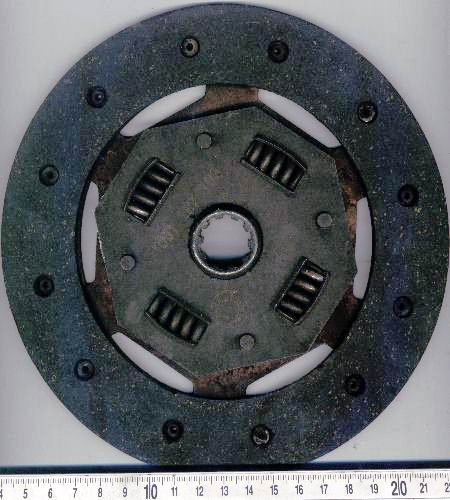
Ведомый диск сцепления

Существует много различных типов сцепления, но большинство основано на одном или нескольких фрикционных дисках, плотно сжатых друг с другом или с маховиком пружинами. Фрикционный материал очень похож на используемый в тормозных колодках и раньше почти всегда содержал асбест, в последнее время используются безасбестовые материалы. Плавность включения и выключения передачи обеспечивается проскальзыванием постоянно вращающегося ведущего диска, присоединённого к коленчатому валу двигателя, относительно ведомого диска, соединённого через шлиц с коробкой передач.
Усилие от педали сцепления передается на механизм механическим (рычажным или тросовым) или гидравлическим приводом.
Нажатие на педаль сцепления (выжимание, выключение) разводит диски сцепления, в итоге оставляя между ними свободное пространство, а отпускание педали (включение) приводит к плотному сжатию ведущего и ведомого дисков.
При включенном сцеплении крутящий момент передается от коленчатого вала на маховик, затем на кожух сцепления и через пластинчатые пружины на ведущий (нажимной) диск. От маховика и ведущего нажимного диска, благодаря силам трения, крутящий момент передается зажатому между ними ведомому диску, ступица которого имеет шлицевое соединение с ведущим валом коробки передач.
Для выключения сцепления нажимают на педаль, которая через систему тяг и рычагов передает усилие на вилку, муфту, рычаги и пальцы отводят назад ведущий нажимной диск. При этом пружины сжимаются и освобождают ведомый диск, по обеим сторонам которого образуются зазоры, что прерывает передачу через него крутящего момента. В двухдисковом сцеплении для обеспечения необходимых зазоров между ведущими и ведомыми дисками в выключенном состоянии имеются отжимные пружины и регулировочный болт промежуточного диска. При плавном отпускании педали нажимные пружины возвращают все детали механизма выключения в исходное положение, ведомый диск прижимается к ведущему (нажимному) диску и маховику.
Если при включении сцепления просто «бросить» педаль, ведомый диск с силой прижмётся к ведущему (маховику) и затормозит его до такой степени, что двигатель может остановиться (заглохнуть) — то есть, сцепление сработает подобно тормозному механизму. Поэтому педаль сцепления после момента начала зацепления дисков нужно отпускать плавно. Конкретная техника работы педалью зависит от конструкции привода сцепления.
На современных автомобилях используются два типа привода сцепления — гидравлический и механический тросовый.
При гидравлическом приводе сцепления величина полного хода педали сцепления остаётся постоянной (что обеспечивается наличием у педали сцепления возвратной пружины), но меняется величина её рабочего хода, компенсируя уменьшение толщины ведомого диска в результате износа — чем меньше толщина остающегося диска, тем, при том же самом полном ходе педали сцепления, большим оказывается её рабочий ход, и тем «выше» (ближе к концу обратного хода педали при её отпускании) срабатывает сцепление. Педаль сцепления с гидравлическим приводом можно отпускать достаточно резко вплоть до того момента, когда ведущий и ведомый диски начинают входить друг с другом в зацепление (что ощущается по слабому рывку автомобиля в момент начала трогания) — после этого начинается рабочий ход педали, в ходе которого её необходимо отпускать плавно. С новым ведомым диском сцепление срабатывает «внизу» и автомобиль начинает трогаться уже при небольшом отпускании педали; при сильно изношенном ведомом диске, напротив, диски не входят в зацепление вплоть до самого конца хода педали. У педали сцепления с гидравлическим приводом всегда имеется небольшой (обычно не более 10…15 мм на педали) свободный ход в самом начале нажатия педали, обусловленный наличием конструктивного зазора в 2…3 мм между шарнирно соединённым с педалью сцепления толкателем и приводимым им в движение поршнем главного цилиндра сцепления — это необходимо для того, чтобы обеспечить полное включение сцепления при отпускании педали и исключить его пробуксовку при движении автомобиля.
У педали сцепления с тросовым приводом полный ход увеличивается по мере износа ведомого диска (педаль сцепления приподнимается относительно пола), вместе с ним увеличивается и её рабочий ход. Педаль следует отпускать плавно с самого начала, так как сцепление срабатывает всегда «внизу». Свободный ход педали обеспечивается регулировкой длины троса и составляет обычно порядка 30…40 мм.
Ведомый диск сцепления состоит из собственно диска с пружинными пластинами, к которым приклёпаны или приклеены независимо друг от друга две фрикционные накладки. Такое крепление накладок обеспечивает их расхождение при выключенном сцеплении, при включении пружинные пластины постепенно сжимаются, обеспечивая плавное включение. Центральная часть диска сцепления — ступица — имеет шлицевое соединение и перемещается по первичному валу коробки передач. Ступица соединена с диском подвижно, через демпферные пружины и фрикционные шайбы гасителя крутильных колебаний (видны на снимке), служащие для выравнивания колебаний крутящего момента, неизбежно возникающих под влиянием переменных нагрузок и инерции массы при передаче его от двигателя к ведущим колёсам и обратно. При некоторых условиях эти колебания могут привести к поломке валов.

## Классификация
- По способу управления — сцепления с механическим, гидравлическим, пневматическим, электрическим или комбинированным приводом (например, гидромеханическим).
- По виду трения — сухие (фрикционные накладки работают в воздушной среде) и мокрые (работающие в масляной ванне).
- По режиму включения — постоянно замкнутые и непостоянно замкнутые.
- По числу ведомых дисков — одно- двух- и многодисковые.
- По типу и расположению нажимных пружин — с расположением нескольких цилиндрических пружин по периферии нажимного диска и с центральной диафрагменной пружиной.
- По числу потоков передач крутящего момента — одно и двухпоточные.

## Устройство и принцип действия автомобильного сцепления

### Однодисковое сцепление
Принцип действия:
При нажатии на педаль 8 вал 7 поворачивается, вначале выбирается зазор (свободный ход педали сцепления) между вилкой выключения сцепления 5 и нажимной муфтой 6. Затем муфта с выжимным подшипником 11 перемещается и выжимной подшипник нажимает на внутренние концы рычагов 10, которые отводят своими наружными концами нажимной диск 9 от ведомого диска 3. При этом нажимные пружины 4 сжимаются — сцепление выключено, и крутящий момент от двигателя к трансмиссии не передаётся. После отпускания педали муфта выключения сцепления с выжимным подшипником возвращаются в исходное положение под действием пружин. Под действием нажимных пружин нажимной диск 9 прижимается к маховику 1, при этом обжимая ведомый диск 3 — сцепление включено, крутящий момент передаётся от двигателя к коробке передач. Ведомый диск 3 имеет шлицы и перемещается по ответным шлицам первичного вала коробки передач 12. Плавную передачу крутящего момента при включении сцепления обеспечивают демпферные пружины, вмонтированные в ведомый диск.
Все детали сцепления закрыты кожухом (корзина сцепления), приворачиваемым к маховику болтами; оси выжимных рычагов через проушины крепятся к кожуху.
Сцепление мотоциклов с продольным расположением двигателя принципиальных отличий не имеет.
- Выжимной подшипник обычно представляет собой специальный упорный шарикоподшипник; на некоторых автомобилях применяются упорные подшипники скольжения (графитные), в этом случае применяется термин подпятник (автомобили «Запорожец»; Москвич-412, кроме поздних выпусков).

### Сцепление с диафрагменной нажимной пружиной

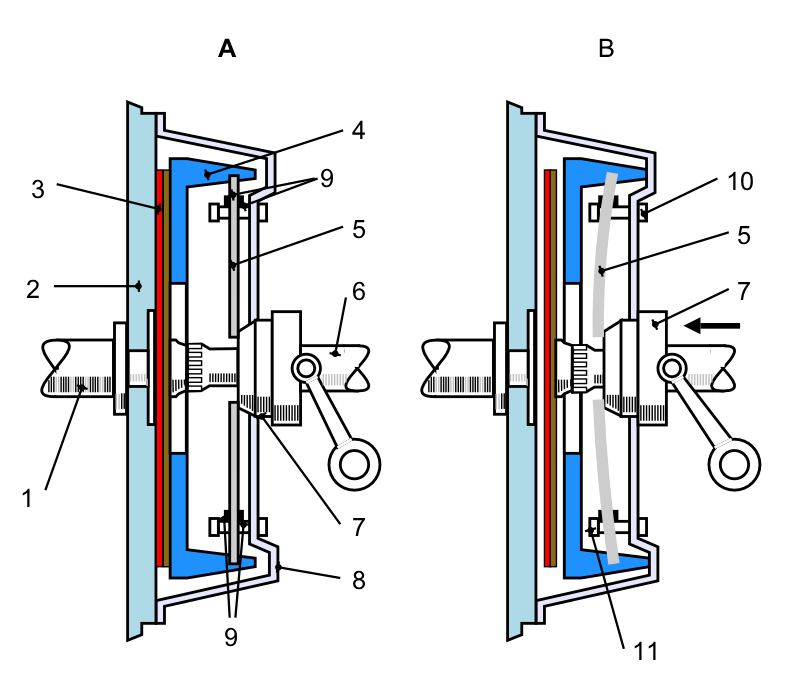
Сцепление диафрагменного типа.
A — включённое положение, B — выключенное положение
1 — коленвал
2 — маховик
3 — ведомый диск сцепления
4 — нажимной диск
5 — диафрагменная пружина
6 — первичный вал коробки передач
7 — нажимная муфта и выжимной подшипник
8 — кожух сцепления (корзина сцепления)
9 — соединения
10 — шпильки
11 — упоры

На легковых автомобилях, как правило, применяется сцепление с диафрагменной нажимной пружиной, вместо большого числа рычагов включения и цилиндрических пружин. Пружина сцепления плоская или имеет форму усечёного конуса, в центральной её части отштампованы лепестки (около двух десятков), служащих одновременно выжимными рычагами. При нажатии на педаль вилка выключения сцепления перемещает нажимную муфту и выжимной подшипник 7, внутренняя кромка пружины передвигается вперёд, пружина прогибается и её наружная кромка отводит нажимной диск 4, сцепление выключается. При отпускании педали детали движутся в обратном порядке, диафрагменная пружина возвращается к форме усечённого конуса, сцепление включается. Сцепление с диафрагменной нажимной пружиной легче и дешевле сцепления с рычагами, требуется меньше регулировок при ремонте.

### Двухдисковое сцепление

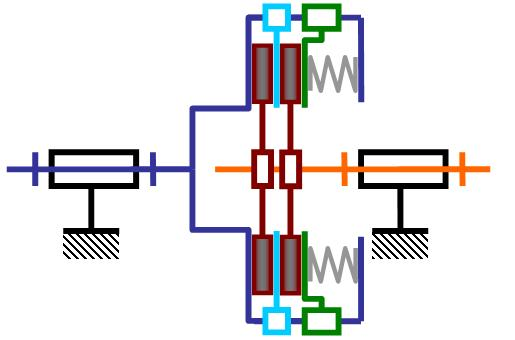
Схема устройства двухдискового сцепления

На тяжёлых грузовых автомобилях, тракторах, бронетехнике, на некоторых тяжёлых мотоциклах («Урал», «Днепр»), а также на некоторых спорткарах применяются двухдисковые сцепления.
Двухдисковые механизмы устанавливаются для повышения срока службы сцепления, в связи с большой мощностью двигателей и необходимостью передавать увеличенные крутящие моменты.

#### Общее устройство двухдискового сцепления
- Фрикционная поверхность маховика двигателя — синий цвет слева
- Два ведомых диска — коричневый цвет
- Промежуточный ведущий диск — голубой цвет
- Нажимной ведущий диск — зелёный цвет
- Нажимные пружины — серый цвет
- Кожух — синий цвет справа

#### Не показаны на рисунке
- Вилки
- Рычаги выключения сцепления
- Выжимной подшипник
- Вилка выключения сцепления
- Отжимные пружины

#### Принцип действия двухдискового сцепления
Выжимной подшипник нажимает на выжимные рычаги, они оттягивают нажимной диск. Нажимной диск отходит от первого ведомого и отпускает отжимные пружины. Они отпускают промежуточный ведущий диск, а он отходит за счёт других отжимных пружин от второго фрикционного, настолько же, насколько нажимной отошёл от первого фрикционного. При обратном движении отжимные пружины способствуют равномерному прижатию промежуточного диска ко второму ведомому и нажимного — к первому ведомому.
Нажимные диски перемещаются по шпилькам, ввёрнутым в маховик, к ним же прикреплена корзина сцепления. На шпильки надеты отжимные пружины.

### Пневматический усилитель сцепления
Тяжёлые грузовые автомобили, например МАЗ имеют привод сцепления с пневматическим усилителем — предназначен для уменьшения усилия, прилагаемого на педаль выключения сцепления.
Устройство: педаль, тяга, золотник (клапан управления), шланги, пневмокамера, рычаги, тормозок, первичный вал с барабаном тормозка.
Принцип действия: при отпущенной педали впускной клапан золотника закрыт, а выпускной открыт. При нажатии на педаль усилие через тягу и золотник передаётся на вилку выключения сцепления. В это время в золотнике открывается впускной клапан и закрывается выпускной — корпус золотника надвигается на выпускной клапан, выпускной клапан прижимается к впускному и закрывается, а впускной этим движением открывается. Воздух через впускной клапан поступает в пневмокамеру, она за счёт давления помогает нажать вилку выключения сцепления.

### Коническое сцепление

Старейший вид сцепления, широко использовалось на многих автомобилях начала XX века. Фрикционные поверхности имели коническую форму. Передавало больший момент при тех же габаритах по сравнению с однодисковым, было просто по устройству и в уходе. Однако тяжёлый диск такого сцепления обладал большой инерцией, и при переключении передач после выжима педали продолжал вращаться на холостом ходу, из-за чего включение передачи было затруднено или просто невозможно. Для торможения диска сцепления применялся специальный агрегат — тормоз сцепления, однако его использование было лишь половинчатым решением проблемы, как и замена одного конуса двумя менее массивными. Кроме того, сцепление было тяжёлым и громоздким. В результате в 1920-х годах от него отказались.
Также существовало сцепление с обратным конусом, работавшее на разжимание.
Синхронизаторы коробки передач по сути представляют собой конические сцепления, работающие за счёт трения бронзы (или другого металла с высоким коэффициентом трения) по стали.

## Сцепление, работающее в масляной ванне

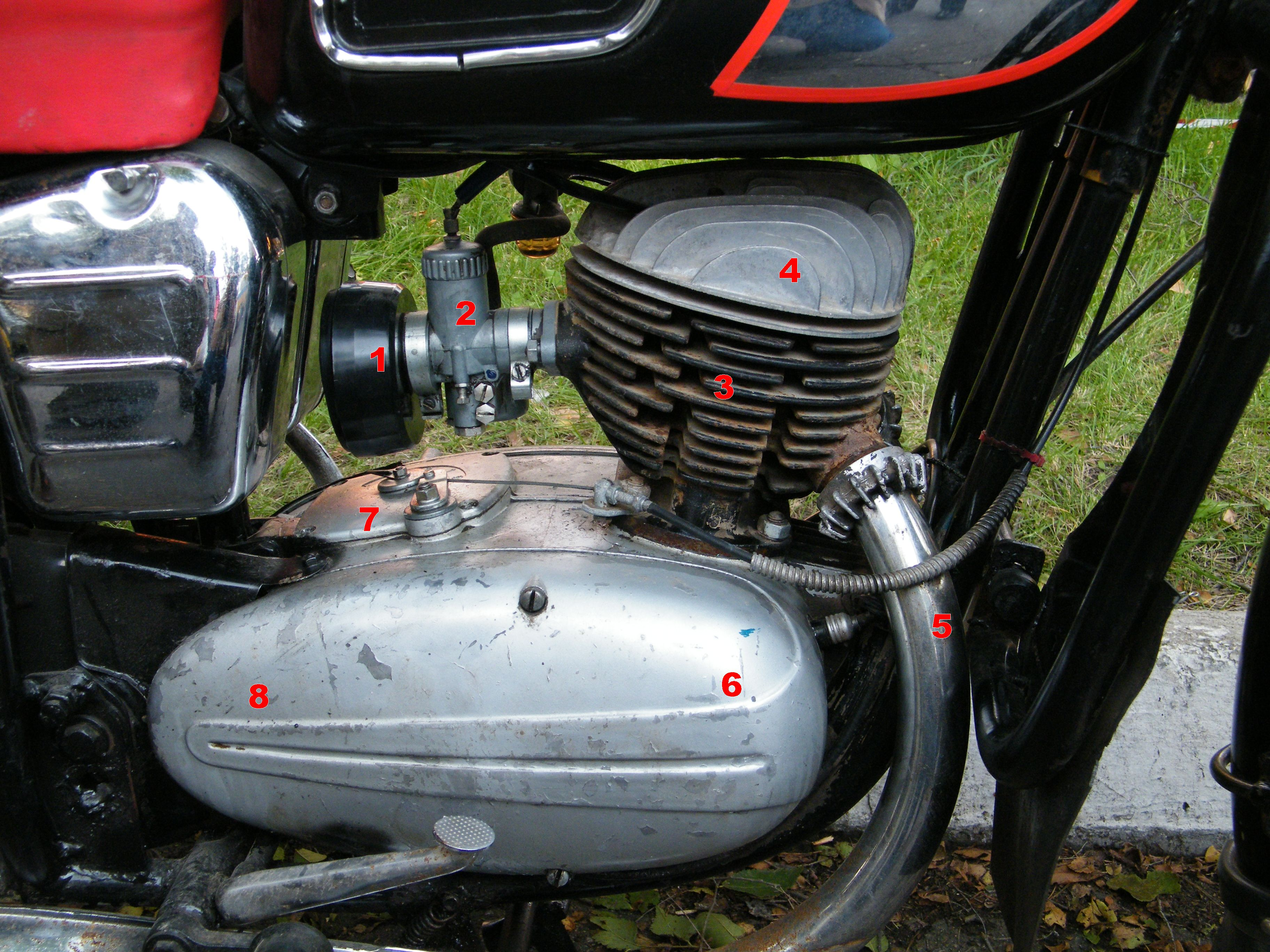
Одноцилиндровый карбюраторный двухтактный двигатель, установленный на мотоцикле «Pannonia» (Венгрия)
1 — воздушный фильтр
2 — карбюратор
3 — цилиндр двигателя
4 — головка цилиндра
5 — выпускная труба
6 — картер кривошипно-шатунного механизма
7 — крышка механизма сцепления
8 — картер коробки передач

На мотоциклах с поперечным расположением двигателя обычно применяется сцепление, работающее в масляной ванне.
Это вызвано тем, что мотоциклетные двигатели (как двухтактные, так и четырёхтактные) имеют общий картер для двигателя и коробки передач.  Детали сцепления совмещены с моторной передачей и системой запуска двигателя, смазываются моторным маслом, которое должно обладать особыми свойствами.
Также многодисковые сцепления в масляной ванне широко применялись на автомобилях начала XX века, но впоследствии вышли из употребления.
Фрикционы автоматической коробки передач являются по сути многодисковыми сцеплениями, работающими в масляной ванне.

### Устройство мотоциклетного сцепления
На заднем (левом) конце коленвала находится ведущая (малая) звёздочка, соединённая цепной передачей (передняя передача или моторная передача) с ведущим (наружным) барабаном сцепления. Ведущий (наружный) барабан сцепления свободно вращается на первичном валу коробки передач и является одновременно большой (ведомой) звёздочкой моторной цепной передачи; также на ведущем барабане находится храповик пускового устройства (педали кикстартера). Ведомый (внутренний) барабан сцепления установлен на том же первичном валу КПП подвижно на шлицах и закреплён гайкой. В барабанах находится пакет из дисков сцепления — ведомых и ведущих. Ведущие диски связаны с наружным барабаном с помощью выступов, входящих в пазы. Ведомые диски с зубцами на внутренней окружности и связаны этими зубцами с ведомым (внутренним) барабаном. Собирается пакет следующим образом: во внутренний барабан устанавливается опорный ведомый диск, за ним ведущий, потом снова ведомый… Последним ставится нажимной диск, который притягивается к ведомому барабану цилиндрическими пружинами. Фрикционные накладки наклеены на ведущие диски и сделаны из пробки или специальной пластмассы. Феродо работать в масляной среде не может, замасливание автомобильного сцепления является одной из его неисправностей, пробка или пластмасса, в свою очередь, не может работать в условиях сухого трения (моментально сгорит). Плавное включение сцепления происходит благодаря тому, что пары ведущих и ведомых дисков, разделённые слоем масла, одновременно не «схватываются».

### Механизм выключения мотоциклетного сцепления
Первичный вал коробки передач полый, через него проходит толкающий шток, передающий усилие посредством троса в гибкой оболочке от рычага на руле мотоцикла. Усилие от троса преобразуется червячным или рычажным механизмом. Шток заканчивается твердосплавным шариком (это и есть выжимной подшипник), далее усилие передаётся на грибок, отводящий нажимной диск, после чего пакет дисков сцепления разводится и крутящий момент не передаётся.

## Неисправности сцепления

### Неполное включение сцепления (пробуксовка)

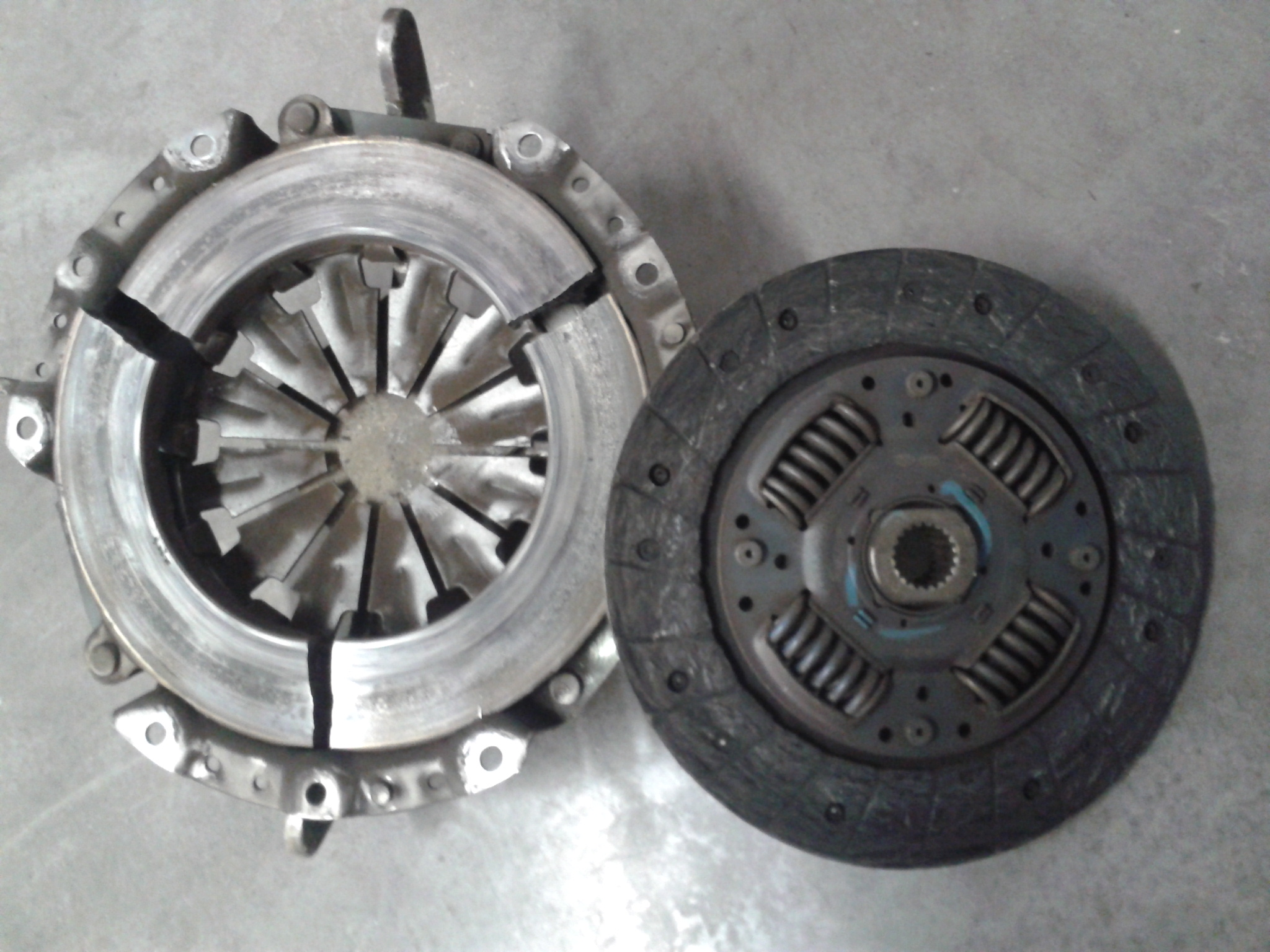
Поломка ведущего диска сцепления из-за нарушения температурного режима работы (перегрев).

Пробуксовка — при отпущенной не полностью педали сцепления (частично отпущенной педали сцепления) диски проскальзывают один относительно другого. От длительной пробуксовки диски значительно нагреваются, стальной ведомый диск может покоробиться, а чугунный маховик и нажимные диски могут покрыться трещинами. Фрикционные накладки изнашиваются и обгорают, в кабине появляется специфический неприятный запах.
Водитель замечает пробуксовку вначале на высших передачах, несмотря на увеличение оборотов двигателя скорость автомобиля не увеличивается. Если не ремонтировать, процесс прогрессирует, в дальнейшем на первой передаче машина не может тронуться с места.
Основной причиной пробуксовки является малый свободный ход педали сцепления, обычно он составляет 15—25 мм от крайнего верхнего положения педали до положения, когда выжимной подшипник начинает нажимать на рычаги выключения или на диафрагменную пружину. Необходимо восстановить (подрегулировать) свободный ход педали сцепления.
Если причина в ведомом диске, то его нужно демонтировать и осмотреть на предмет деформаций и механических дефектов.
При сильном износе фрикционных накладок подрегулировать свободный ход не удаётся, необходима замена накладок или ведомого диска.
Другой причиной пробуксовки является замасливание накладок, а также ослабление нажимных пружин (возможно произошёл отпуск стали при перегреве сцепления).

### Неполное выключение сцепления (сцепление «ведёт»)
Неполное выключение сцепления обнаруживается при включении передачи, когда автомобиль неподвижен, это сопровождается сильным «хрустом» шестерён и ведёт к износу коробки передач. Возможная причина — увеличенный рабочий ход педали сцепления.
Также это возможно при деформации выжимных рычагов; или выжимной подшипник заедает, не передвигается вместе с нажимной муфтой. Возможно, ведомый диск сцепления не передвигается по шлицам (загустела или загрязнилась консистентная смазка).
Первичный вал коробки передач вставляется в шарикоподшипник, расположенный в углублении маховика; возможно «ведение» сцепления связано с неисправностью этого подшипника.
В двухдисковом сцеплении данная проблема возникает при замасливании и последующем склеивании ведомых и нажимных дисков.

### Рывки при включении сцепления
Если, несмотря на плавный отпуск педали сцепления автомобиль трогается «рывками» с места, следует сделать предположение о разрушении фрикционных накладок, короблении ведомого диска или о поломке демпферных пружин, или об износе фрикционных шайб.
Также возможно заедание ведомого диска при передвижении по шлицам первичного вала коробки передач, а также заедание нажимной муфты или разрушение выжимного подшипника.

### Неисправности, связанные с системой гидропривода или механического привода
При попадании воздуха в гидравлический привод выключения сцепления возможно «проваливание» педали, и как следствие — неполное выключение сцепления. Необходимо удалить пузырьки воздуха с частью тормозной жидкости (прокачать сцепление), доливая свежую.
В механизмах с тросовым приводом сцепление вообще не выключается, возможен обрыв троса.
Педаль сцепления не возвращается в первоначальное положение, произошло отсоединение возвратной пружины.
Если при выключении сцепления слышен сильный шум, создаваемый выжимным подшипником — это говорит о его износе.
Если привод сцепления механический (рычажный или тросовый) — то по мере износа фрикционных накладок педаль сцепления будет постепенно подниматься, при гидравлическом приводе педаль не меняет своё положение, происходит снижение уровня тормозной жидкости в бачке.

## Некоторые особенности управления автомобилями со сцеплением и механической коробкой передач
- Сцепление следует выключать полностью, резко «в пол», включать плавно, в определённый момент водитель почувствует, что машина «потянула», следует зафиксировать педаль сцепления в моменте схватывания на некоторое время, немного увеличить обороты двигателя (или сделать это заранее) и продолжать плавно отпускать педаль сцепления.
- При движении вторую и последующие передачи включают, отпуская сцепление более быстро, но без «бросания».
- При манёврах (надо продвинуть машину на несколько сантиметров) сцепление полностью не отпускается, с пробуксовкой машина перемещается на малое расстояние, затем сцепление выключается (езда на точке схватывания).

Данные навыки приходят и подсознательно закрепляются со временем, в процессе управления автомобилем.
- Нельзя удерживать машину на подъёме за счёт пробуксовки сцепления, для этого существует стояночный тормоз.
- Запуск двигателя производится в нейтральном положении коробки передач, однако для полной уверенности следует при запуске выключать сцепление, затем плавно его включать. Это дополнительная гарантия того, что автомобиль случайно не придет в движение. На многих современных автомобилях пуск двигателя возможен только при выжатом сцеплении, для чего контролируется положение педали, и эта информация передаётся в электронный блок управления двигателем.
- В суровых зимних условиях моторное масло в двигателе и трансмиссионное масло в коробке передач настолько сильно загустевают, что стартер не может провернуть коленчатый вал вместе с первичным валом коробки, находящейся на «нейтрали». В таком случае двигатель запускают с выключенным сцеплением, а после небольшого прогрева, когда двигатель начнёт работать более-менее устойчиво, плавно пытаются включить сцепление. Если двигатель при этом попытается «заглохнуть» — продолжают прогрев до устойчивой работы.
- Недопустима езда с прижатой педалью сцепления, это вызывает пробуксовку, перегрев и повышенный износ сцепления. Левая нога должна находиться рядом с педалью.
- Тем не менее, при спортивном и экстремальном вождении допускается езда с пробуксовкой сцепления. Например, автомобиль на первой передаче движется по грязи или по глубокому снегу. Сопротивление движению настолько велико, что двигатель снижает обороты (и крутящий момент) вплоть до полной остановки. Водитель может кратковременно поднять обороты, вызвав пробуксовку сцепления.
- При ремонте сцепления (сборка корзины) трудности возникают при центрировании ведомого диска, для облегчения данной задачи центрирование проводится на старом первичном валу коробки передач или вытачивается приспособление — ремонтный фальшвал.

## Другие виды сцепления

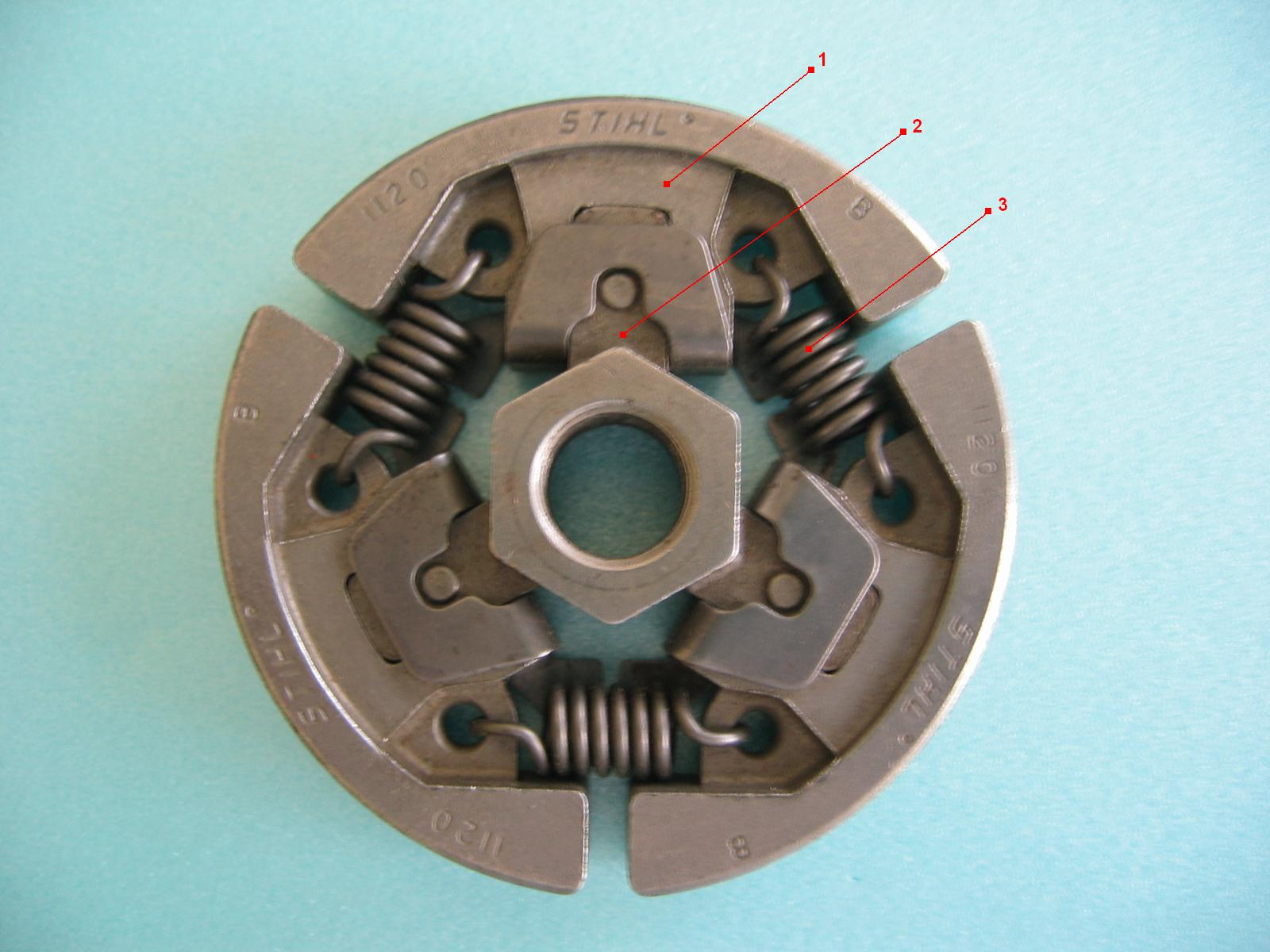
Ведущий диск центробежного сцепления бензопилы
1 — фрикционная накладка с грузом
2 — направляющие
3 — стяжные пружины

- Для автомобилей с мощным двигателем, таких как грузовые и спортивные автомобили, применяется также керамическое сцепление с высоким коэффициентом трения, однако оно «схватывает» резко, поэтому непригодно для использования в стандартных автомобилях.
- На некоторых модификациях автомобилей «Запорожец» с ручным управлением (для людей с инвалидностью) устанавливалось порошковое электромагнитное сцепление. Между ведущим и ведомым дисками находился ферромагнитный порошок, не мешающий раздельному вращению валов. После подачи электрического тока в обмотку электромагнита порошок «затвердевал» и передавал крутящий момент.
- На бензопилах и бензокосаx применяется центробежное сцепление. На коленвале двигателя находится ведущий диск сцепления, фрикционные накладки, размещённые по дуге окружности, притягиваются к центру диска пружинами. При повышении оборотов двигателя под действием центробежной силы фрикционные накладки прижимаются к ведомому барабану и пильная цепь (или косильная головка) приходит в движение. Если цепь бензопилы «заедает» в древесине — обороты снижаются, накладки притягиваются в первоначальное положение, двигатель при этом не глохнет, а цепь останавливается, что необходимо для безопасного труда.
- На мотокультиваторах, например «Крот», роль сцепления выполняет клиновой ремень, при натяжении ремня происходит передача крутящего момента от двигателя к почвенным фрезам.

## Сцепление в автоматических коробках передач
В классическом виде сцепление (предназначенное для разобщения двигателя и трансмиссии) в гидромеханических и вариаторных автоматических трансмиссиях отсутствует, используется оно только в роботизированных коробках передач. Тем не менее, фрикционные муфты в гидромеханических КПП применяются повсеместно, но с совершенно иными целями (для плавного переключения передач без прерывания потока мощности).
В роботизированных коробках передач выжимают сцепление и переключают передачи электроприводы, при этом, для большей плавности переключения существуют роботизированные коробки передач с двумя сцеплениями, работающими по очереди (одно сцепление в работе, другое, со следующей передачей, наготове).
В кулачковых коробках, используемых на спортивных автомобилях, педаль сцепления используется только при старте, далее переключение передач происходит без использования педали.